# Comuna Dmîtrivka, Komsomolsk
Dmîtrivka (în ucraineană Дмитрівка) este o comună în orașul regional Komsomolsk, regiunea Poltava, Ucraina, formată din satele Bazalukî, Dmîtrivka (reședința), Kîiașkî, Kolhospna Hora, Kuzmenkî, Solonți și Voloșîne.

## Demografie
Componența lingvistică a comunei Dmîtrivka
     Ucraineană (91,39%)
     Rusă (8,17%)
     Alte limbi (0,29%)
Conform recensământului din 2001, majoritatea populației comunei Dmîtrivka era vorbitoare de ucraineană (91,39%), existând în minoritate și vorbitori de rusă (8,17%).